# Crin sălbatic
Crinul sălbatic (Hemerocallis fulva), numit și Doamna șanțului datorită faptului că crește în mod sălbatic, este o plantă erbacee, perenă, rizomatoasă aparținând familiei Xanthorrhoeaceae care se înmulțește prin rizomi.